# Sphinx (film)
Pour plus de détails, voir Fiche technique et Distribution.
Sphinx est un film d'aventure américain réalisé par Franklin J. Schaffner, sorti en 1981 dont l'action se situe en Égypte. Le scénario de John Byrum est inspiré du roman éponyme de Robin Cook, paru en 1979.  

## Synopsis
L'égyptologue Erica Baron arrive au Caire à la recherche de documents sur le pharaon Séti. À peine arrivée, elle est témoin du meurtre d'un marchand d'art peu scrupuleux, Abdu Hamdi et fait la connaissance d'un journaliste français, Yvon et de Ahmed Khazzan, qui dirige la section des Antiquités aux Nations unies. Alors qu'elle arrive dans la Vallée des Rois, elle se retrouve aux prises de trafiquants d'art bien décidés à récupérer les richesses de la tombe du pharaon...

## Fiche technique
- Réalisation : Franklin J. Schaffner
- Producteur : Stanley O'Toole (en) pour Orion Pictures
- Distributeur : Warner Bros
- Scénario : John Byrum d'après le roman de Robin Cook
- Photographie : Ernest Day
- Montage : Robert Swink
- Musique : Michael J. Lewis
- Langue : anglais
- Dates de sortie : 
  - États-Unis : 11 février 1981
  - France : 1er juillet 1981

## Distribution
- Lesley-Anne Down : Erica Baron
- Frank Langella : Akmed Khazzan
- Maurice Ronet : Yvon Mageot
- John Gielgud : Abdul-Hamdi
- John Rhys-Davies : Stephanos Markoulis
- Tutte Lemkow : Tewfik